# Gérard de Ridefort
Gérard de Ridefort (ur. ok. 1140, zm. 4 października 1189), wielki mistrz zakonu templariuszy w latach 1184-1189.
Pochodził z Flandrii. W 1173 przybył do Ziemi Świętej jako świecki rycerz-pielgrzym. Przystał na służbę do hrabiego Rajmunda z Trypolisu, który w uznaniu jego zasług obiecał mu małżonkę z dobrego rodu. Rajmund przyrzeczenia nie dotrzymał. W 1180 roku Rajmund wydał wdowę po lordzie Botronu za kupca z Pizy, a Gerard porzucił u niego służbę i zapadł na zdrowiu.
Leczony przez templariuszy, po wyzdrowieniu wstąpił do ich zakonu, jednocześnie stając się zaciekłym wrogiem hrabiego Rajmunda. W 1183 był już seneszalem zakonu. Został wybrany wielkim mistrzem w wyniku intryg. Brał udział w zamachu stanu we wrześniu 1186, który wyniósł na tron jerozolimski Gwidona z Lusignan. Był przedstawicielem grupy najbardziej nieprzejednanych wrogów islamu.
Chcąc pokrzyżować plany Rajmunda dążącego do pokoju z Saladynem, doprowadził do bitwy u źródła Cresson, która skończyła się klęską wojsk chrześcijańskich. Następnie, namawiając króla jerozolimskiego Gwidona do stoczenia bitwy z Saladynem w niesprzyjających dla Franków warunkach, wbrew radom Rajmunda, przyczynił się do klęski w bitwie pod Hittin, co stało się początkiem końca Królestwa Jerozolimskiego. Tam też dostał się do niewoli. Uwolniony we wrześniu 1187 w zamian za zamek templariuszy w Gazie. Po uwolnieniu kierował osobiście udaną obroną Tortosy (obecnie Tartus), ostatniej twierdzy templariuszy w Syrii. Zginął podczas oblężenia Akki 4 października 1189.